# Le Thuit
Le Thuit är en kommun i departementet Eure i regionen Normandie i norra Frankrike. Kommunen ligger i kantonen Les Andelys som tillhör arrondissementet Les Andelys. År 2022 hade Le Thuit 143 invånare.

## Befolkningsutveckling
Antalet invånare i kommunen Le Thuit
Referens:INSEE